# Taranto
Taranto (/təˈræntoʊ/, italijanščina [ˈtaːranto]; tarantino Tarantino, zgodnje italijansko Tarento; starogrško Τάρᾱς) je obalno mesto z okoli 200.000 prebivalci ob po njem imenovanem Tarantskem zalivu v deželi Apuliji v južni Italiji. Je glavno mesto pokrajine Taranto, ki služi kot pomembno trgovsko pristanišče in tudi glavno italijansko pomorsko oporišče.
Taranto, ki so ga ustanovili Špartanci v 8. stoletju pred našim štetjem v obdobju grške kolonizacije, je bil med najpomembnejšimi v Magna Graecia, postal je kulturna, gospodarska in vojaška sila, ki je rodila filozofe, stratege, pisce in športnike, kot so Arhit, Aristoksen, Livij Andronik, Herakleid, Iccus, Klinij, Leonidas, Lisis in Sosibij. Do leta 500 pred našim štetjem je bilo mesto med največjimi na svetu, s populacijo po ocenah do 300.000 ljudi. Sedemletna vladavina Arhita je zaznamovala vrhunec njegovega razvoja in priznanje njegove hegemonije nad drugimi grškimi kolonijami v južni Italiji.
V normanskem obdobju je postal prestolnica kneževine Taranto, ki je pokrivala skoraj vso peto Apulije.
Taranto je zdaj tretje največje celinsko mesto v južni Italiji (južno od Rima, približno južna polovica italijanskega polotoka), z dobro razvitimi livarnami jekla in železa, rafinerijami nafte, kemičnimi tovarnami, ladjedelnicami in tovarnami za predelavo hrane.

## Pregled
Predzgodovina Taranta sega v leto 706 pr.n.št., ko je bil ustanovljen kot grška kolonija, ki so jo ustanovili Špartanci. Antično mesto je bilo na polotoku; sodobno mesto je bilo zgrajeno nad starogrškim mestom, od katerega je ostalo le nekaj ruševin, vključno z delom mestnega obzidja, dvema tempeljskima stebroma iz 6. stoletja pred našim štetjem in grobnicami.
Grški kolonisti iz Šparte so mesto poimenovali Taras (Τάρας; GEN Τάραντος Tarantos) po mitskem junaku Tarasu, Rimljani, ki so mesto povezali z Rimom s podaljškom Apijeve ceste, pa so ga imenovali Tarentum.
Otočka S. Pietro in S. Paolo (Sv. Peter in Sv. Pavel), skupaj znana kot otočje Cheradi, ščitita zaliv, imenovan Mar Grande (Veliko morje), kjer je trgovsko pristanišče. Taranto je znan po veliki populaciji delfinov in drugih kitov, ki živijo v bližini teh otokov. Drug zaliv, imenovan Mar Piccolo (Malo morje), tvori polotok starega mesta in ima uspešen ribolov.
Konec 19. stoletja je bil izkopan kanal, ki je ladjam omogočal vstop v pristanišče Mar Piccolo, staro grško mesto pa je postalo otok, povezan s celino z mostovi. Otočki in obala so močno utrjeni, Mar Piccolo pa je pomorsko pristanišče strateškega pomena. Zaradi prisotnosti teh dveh zalivov Taranto imenujejo tudi "mesto dveh morij".
Naravno pristanišče v Tarantu je postalo logično domače pristanišče za italijansko pomorsko floto pred in med prvo svetovno vojno. Med drugo svetovno vojno je Taranto zaslovel po britanskem zračnem napadu novembra 1940 na tukaj nameščeno pomorsko bazo Regia Marina, ki se danes imenuje bitka pri Tarantu.
Ime mesta izvira iz skupnega imena "tarantula", ki izvira iz izrazov tarantela, tarantizem in tarantula - čeprav na območju ne živi nobena vrsta pajkov iz družine Theraphosidae. V starih časih so prebivalci Taranta, ki jih je ugriznil veliki lokalni volčji pajek, Lycosa tarentula, nemudoma plesali dolg in energičen ples kot jig, da bi potili strup iz svojih por - čeprav strup volčjega pajka ni usoden za ljudi. Frenetični ples je postal znan kot Tarantela.
V geologiji je Taranto dal ime tarantski dobi pleistocenske epohe.

## Geografija
Taranto gleda na Jonsko morje. Je 14,5 metra nad morsko gladino. Zgrajen je bil na ravnici, ki poteka sever/severozahod–jugovzhod, in jo od severozahoda proti vzhodu obdaja planota Murgia. Njegovo ozemlje se razteza na 209,64 kvadratnih kilometrov in je večinoma pod vodo. Zanj so značilni trije naravni polotoki in umetni otok, ki je nastal z izkopavanjem jarka med gradnjo aragonskega gradu. Mesto je znano kot "mesto dveh morij", ker ga obliva Mar Grande (Veliko morje) v zalivu med Punta Rondinella na severozahodu in Capo San Dante na jugu ter ogromen rezervoar Mar Piccolo  (Malo morje).

### Mar Grande in Mar Piccolo
Mar Grande je pogosto znano kot Veliki morski zaliv, saj je tam pristanišče ladij. Od Mar Piccolo ga loči rt, ki zapira zaliv in vodi do umetnega otoka. Ta otok je tvoril srce prvotnega mesta in je s celino povezan z mostoma Ponte di Porta Napoli in Ponte Girevole. Mar Grande od Jonskega morja ločijo Capo San Vito, Isole Cheradi svetega Petra in Pavla in trije otoki San Nicolicchio, ki jih jeklarna ILVA v celoti vključi. Slednji tvorijo majhen arhipelag, ki zapira lok in ustvarja naravni zaliv Mar Grande.
Mar Piccolo velja za laguno, zato predstavlja težave z izmenjavo vode. Ponte Punta Penna Pizzone je tako rekoč razdeljen na dva, ki povezuje Punta Penna s Punta Pizzone. Prvi od njih tvori grob trikotnik, katerega vogali so odprtina na vzhodu in kanal Porta Napoli, ki ga povezuje z Mar Grande na zahodu. Druga polovica tvori elipso, katere glavna os meri skoraj 5 kilometrov od jugozahoda proti severovzhodu. Reka Galeso se izliva v prvo polovico.
Obe vodni telesi imata nekoliko različne vetrove in plimovanje, njuni podvodni izviri pa imajo različno slanost. Ti vplivajo na tokove na površju in v globinah Mar Grande in obeh polovic Mar Piccolo. V Mar Grande in v severnem delu Mar Piccolo je nekaj podvodnih izvirov, imenovanih citri, ki nosijo nepitno sladko vodo skupaj s slano vodo. To ustvarja idealne biološke pogoje za gojenje sredozemskih školjk, lokalno znanih kot cozze.

### Podnebje
Podnebje mesta, ki ga beleži vremenska postaja v bližini vojaškega letališča Grottaglie, je vroče poletno mediteransko podnebje, značilno za Sredozemlje s pogostimi celinskimi značilnostmi.
Pomlad je običajno mila in deževna, niso pa redki nenadni hladni časi s severa in vzhoda, ki pogosto povzročijo sneženje. Povprečna letna količina padavin je dokaj nizka (tudi za južno Italijo), saj meri le 425 milimetrov na leto.
Poletje je vroče in vlažno, s povprečno temperaturo 29 °C.
28. novembra 2012 je velik tornado F3 udaril v pristanišče Taranto in poškodoval jeklarno Taranto; okoli 20 delavcev je bilo poškodovanih, še en moški je bil pogrešan.

## Zgodovina
Taranto so leta 706 pred našim štetjem ustanovili Dorci, grški priseljenci iz Šparte, njegov izvor je nenavaden: ustanovitelji so bili Partenijci ("sinovi devic"), sinovi neporočenih špartanskih žensk in Perijeci (svobodni moški, ne pa državljani Šparte); s temi izvenzakonskimi zvezami so Špartanci izredno dovolili povečati predvideno število vojakov (vojaki so lahko postali le državljani Šparte) med krvavimi mesenijskimi vojnami, vendar so bile pozneje retroaktivno razveljavljene, sinovi pa so bili nato dolžni za vedno zapusti Grčijo. Falanth, partenijski vodja, je odšel v Delfe, da bi se posvetoval z orakljem: zmeden odgovor je pristanišče Taranto označil za nov dom izgnancev. Partenijci so prispeli v Apulijo in ustanovili mesto ter ga poimenovali Taras po sinu grškega morskega boga Pozejdona in lokalne nimfe  Satiriona. Po drugih virih je mesto ustanovil Heraklej. Še ena tradicija navaja Tarasa kot ustanovitelja mesta; simbol grškega mesta (pa tudi sodobnega mesta) prikazuje legendo o Tarasu, ki se je rešil iz brodoloma z jahanjem delfina, ki mu ga je poslal Pozejdon. Taranto je povečal svojo moč in postal trgovska sila in suvereno mesto  Magne Graecie , ki je vladalo grškim kolonijam v južni Italiji.
Njegova neodvisnost in moč sta se končali, ko so se Rimljani razširili po vsej Italiji. Taranto je zmagal v prvi od dveh vojn proti Rimu za nadzor nad južno Italijo: pomagal mu je Pir, kralj grškega Epira, ki je presenetil Rim z uporabo vojnih slonov v bitki, česar Rimljani še niso videli. Rim je zmagal v drugi vojni leta 272 pr. n. št. To je Taranto pozneje odrezalo od središča sredozemske trgovine, tako da je Via Appia povezala neposredno s pristaniščem Brundisium (Brindisi).

### Antična umetnost
Tako kot številne grške mestne države je tudi Taras izdal lastne kovance v 5. in 4. stoletju pred našim štetjem. Imenovan je bil Nomos, tlačno ulit srebrnik, katerega težo, velikost in čistost je nadzorovala država. Visoko umetniški kovanci so predstavljali simbol mesta, Tarasa, ki ga je rešil delfin, na hrbtni strani pa je podoben hipokampu, mešanici konjske ribe, ki je v mitologiji upodobljena kot zver, ki je vlekla Pozejdonovo kočijo.
Taras je bil tudi središče uspešne, okrašene grške lončarske industrije v 4. stoletju pr. n. št. Večina južnoitalijanskih grških posod, znanih kot bazilikatska posoda, je bila izdelana v različnih delavnicah v mestu.
Žal se nobeno od imen umetnikov ni ohranilo, zato so bili sodobni raziskovalci dolžni dati prepoznavnim umetniškim rokam in delavnicam vzdevke glede na tematiko njihovih del, muzeje, ki jih posedujejo, ali posameznike, ki so dela razlikovali od drugih. Nekateri najbolj znani apulijski vazoslikarji v Tarasu se med drugim imenujejo: slikar Iliupersis, slikar Likurg, slikar Gioia del Colle, slikar Darius, slikar podzemlja in slikar Beli Sakkos.
Izdelki, ki so jih izdelovale te delavnice, so bile običajno velike, izdelane posode, namenjene mrliški rabi. Izdelane oblike so bile: krater z volutami, lutrofor, patera, oinohoe, lekit, ribji krožnik itd. Okras teh posod je bil rdeč lik (s figurami e v rdeči glini, ozadje pa je bilo prevlečeno s črnim sijajem), s preslikavo (sovradipinto) v belih, rožnatih, rumenih in rjavih lističih.
Slog risb je pogosto razkošen in okrašen, kot je bila že moda v Atenah v 4. stoletju. Začnejo se pojavljati tudi značilne južnoitalijanske poteze. Številne figure so prikazane sedeče na skalah. Cvetlični motivi postanejo zelo okrašeni, vključno s spiralno vinsko trto in listi, vrtnicami, lilijami, makom, listi lovorja in akanta. Pogosto je tematika sestavljena iz naiskos prizorov (prizorov, ki prikazujejo kip pokojnika v naosu, miniaturnem templju ali svetišču). Najpogosteje prizor naiskosa zaseda eno stran vaze, mitološki prizor pa drugo. Podobe, ki prikazujejo številne grške mite, so znane le iz južnoitalijanskih vaz, saj se zdi, da so imele atenske bolj omejen repertoar upodobitev.
- Antični kovanec iz Taranta z eponimom Tarasov junak, ki jaha delfina.
- Srebrni stater iz Tarenta c. 330 pr.n.št
- Srebrni stater iz Tarenta c. 290 pr.n.št
- Zbirka keramike, proizvedene v Tarantu ca. 580 pr.n.št. Arheološki narodni muzej Taranto
- Bronasti in zlati orešček, pozno 4. zgodnje 3. stoletje pr. Arheološki narodni muzej Taranto
- Horacij, Oda Septimiju - Slavnostni krožnik Prevod: "Ta kotiček sveta se mi nasmehne bolj kot drugi"

### Druga svetovna vojna
Bitka pri Tarantu se je zgodila v noči z 11. na 12. november 1940 med drugo svetovno vojno med britanskimi pomorskimi silami pod admiralom Andrewom Cunninghamom in italijanskimi mornarskimi silami pod vodstvom admirala Iniga Campionija. Kraljeva vojna mornarica (Royal Navy’’) je izvedla prvi pomorski zračni napad od ladje na ladjo v zgodovini z uporabo 21 zastarelih dvokrilnih torpednih bombnikov Fairey Swordfish z letalonosilke HMS Illustrious v Sredozemskem morju. Napad je prizadel bojno floto Regia Marine, ki je bila zasidrana v pristanišču Taranto, z uporabo zračnih torpedov kljub plitvini vode.

### Občinski stečaj 2006
Občina Taranto je 31. decembra 2005 razglasila stečaj, saj je imela nakopičene obveznosti v višini 637 milijonov EUR. To je bila ena največjih finančnih kriz, ki je kdaj prizadela občino.
Razglasitev stečaja je 18. oktobra 2006 izdal stečajni upravitelj Tommaso Blonda. Imenovan je bil po odstopu županje Rossane Di Bello zaradi njene 16-mesečne zaporne kazni zaradi zlorabe položaja in ponarejanja dokumentov v zvezi s preiskavami pogodbe o upravljanju mestne sežigalnice, ki je bila dodeljena Termomeccanici.

## Okolje
Leta 1991 je Ministrstvo za okolje razglasilo Taranta za območje z visokim tveganjem za okolje. Kot posledica onesnaževal, ki jih v zrak izpuščajo tovarne na tem območju, predvsem jeklarna ILVA, ki je del Gruppo Riva. 7 % onesnaženja Taranta povzroči javnost; 93 % jih proizvedejo tovarne. Leta 2005 je Evropski register emisij onesnaževal ocenil, da so bile emisije dioksinov iz tovarne ILVA v Tarantu odgovorne za 83 % skupnih prijavljenih emisij v Italiji. Vsako leto je mesto izpostavljeno 2,7 tone ogljikovega monoksida in 57,7 ton ogljikovega dioksida. Italijanski nacionalni inštitut za emisije in njihove vire je leta 2014 navedel, da je Taranto tretji na svetu za kitajskim Linfenom in Copşa Mică v Romuniji, najbolj onesnaženima mestoma na svetu zaradi emisij tovarn.
Zlasti mesto proizvede 92 % italijanskega dioksina. To je 8,8 % dioksina v Evropi. Med letoma 1995 in 2004 so se levkemija, diseminirani plazmacitom in limfomi povečali za 30 do 40 %. Dioksin se z leti kopiči. Paša je prepovedana znotraj 20 kilometrov od tovarne ILVA.
Leta 2013 je bila tovarna ILVA dana pod posebno upravo, ko je bila njena lastnica, družina Riva, obtožena, da ni preprečila toksičnih emisij , kar je povzročilo najmanj 400 prezgodnjih smrti. Emisije ogljikovega monoksida, ogljikovega dioksida in dioksina so se zmanjšale. Vrnile so se živalske vrste, ki so izginile, vključno z lastovkami, žerjavi, delfini, morskimi konjički in koralnim grebenom.

## Demografski razvoj
Census populations
Leta 1993 je četrt Statte postala avtonomna občina (enako se je zgodilo z nekdanjo četrtjo Crispiano, ki je leta 1919 postala avtonomna občina), s čimer je iz občine Taranto odstranilo približno 14.000 prebivalcev.

## Znamenitosti
Taranto ima številna mesta zgodovinske vrednosti.  Aragonski grad, ki stoji v kotu kanala med Mar Grande in trga Piazza Castello, je bil zgrajen med letoma 1486 in 1492 po naročilu aragonskega kralja Ferdinanda II., da bi zaščitil mesto pred pogostimi napadi Turkov. Grad, ki ga je zasnoval italijanski slikar in arhitekt Francesco di Giorgio Martini, je nadomestil že obstoječo bizantinsko trdnjavo iz 9. stoletja, ki je bila ocenjena kot neprimerna za vojskovanje v 15. stoletju. Leta 1707 je prenehala služiti kot vojaška utrdba in je bila preurejena v zapor, dokler se ni pod Napoleonom Bonapartejem vrnila v prvotno vojaško funkcijo. Do danes je last italijanske mornarice in je odprt za javnost. Izkopavanja v 21. stoletju so razkrila starejše bizantinske temelje gradu, ki si jih je mogoče ogledati.
Obstaja več ruševin grških templjev – nekateri iz 6. stoletja pred našim štetjem – kot so ostanki templja, posvečenega Pozejdonu, z dvema preživelima dorskima stebroma, ki sta še vedno vidna na Piazza Castello v Citta Vecchia.
Promenada (lungomare), poimenovana po nekdanjem italijanskem kralju Viktorju Emanuelu III., gleda na Mar Grande, naravno pristanišče in trgovsko pristanišče.
Sostolnica Gran Madre di Dio, ki jo je zasnoval Gio Ponti, je bila zgrajena v letih 1967–1971 iz armiranega betona in je eno najpomembnejših poznih del arhitekta. Leta 2018 je v slabem stanju in onesnažena z grafiti.
V sodobnih četrtih, predvsem pa v osrednjem mestu Borgo Umbertino, so tudi vodnjak Rosa dei Venti, Monumento al Marinaio, vojni spomenik in mornariško dvorišče, še en simbol mesta, nekaj arheoloških najdišč, kot je Cripta del Redentore, cerkve, kot so Maria Santissima del Monte Carmelo, San Pasquale in San Francesco di Paola ter palače iz 18. in 19. stoletja, kot so Palazzo Magnini, Palazzo delle Poste, Palazzo del Governo, Palazzo degli Uffici in Palazzo Savino D'Amelio.
Na obrobju in na podeželju je več tradicionalnih starodavnih podeželskih hiš, imenovanih masseria, kot je Masseria Capitignano.

## Staro mesto
Staro mesto ali Città Vecchia je kraj, kjer so Grki zgradili svojo akropolo. Danes ohranja isto postavitev ulic iz leta 967, ko so Bizantinci pod vodstvom Niceforja Foke obnovili tisto, kar so saracenske čete pod vodstvom slovanskega Sabirja zravnale s tlemi leta 927 našega štetja. Obstajajo štiri glavne arterije (Corso Vittorio II, Via Duomo, Via di Mezzo in Via Garibaldi), ki potekajo v ravni smeri, vendar so bile stranske ulice namerno zgrajene ozke in vijugaste, da bi ovirali prehod napadalne vojske.
Tu je Agonski grad, dorski stebri, mestna hiša, stolp z uro in trg Piazza Fontana in je v celoti zaprt na umetnem otoku med Mar Grande in Mar Piccolo in je dosegljiv iz Novega mesta s prečkanjem Ponte Girevole od na jugu in Ponte di Porta Napoli s severa. Skoraj pravokotne oblike je razdeljen na štiri pittaggi (četrtine), ki jih začrta križ med Via di Mezzo in postilier Via Nuova. To sta "Baglio" in "San Pietro" v zgornjem delu, ki gledata na Mar Grande; in "Turipenne" in "Ponte" v spodnjem delu ob Mar Piccolo. Plemstvo, duhovščina in vojaško osebje so si zgradili domove v Bagliu in San Pietru, medtem ko so obrtniki in ribiči bivali v Ponte in Turipenne. Armenska skupnost je bila prisotna v 10. in 11. stoletju, ko je prispela v Taranto kot čete bizantinske vojske. Cerkev San't Andrea degli Armeni na Piazza Monteoliveto, ki je v četrti Baglio, priča o soseski, kjer so si Armenci ustvarili domove.
Leta 1746 je celotno prebivalstvo Taranta prebivalo v starem mestu. Posledica tega je bila potreba po nadgradnji ozkih hišah. Še vedno je naseljeno s številnimi ljudmi, ki živijo nasproti stare palače. Do leta 2013 je v starem mestu živelo le 1000 ljudi , medtem ko je širše mesto imelo več kot 200.000 prebivalcev.
V starem mestu so številne palače iz 17. in 18. stoletja. Dolga leta so služile kot glavno prebivališče lokalnih aristokratskih družin in duhovščine. Sem spadajo Palazzo Calò, Palazzo Carducci-Artenisio (1650), Palazzo Galeota (1728), Palazzo Gallo (17. stoletje), P PMalazzo Latagliata, Palazzo Lo Jucco (1793), Palazzo D'Aquino, Palazzo Delli Ponti, Palazzo Gennar d'Ayala, Palazzo Visconti, Palazzo Galizia, Palazzo Ciura in Palazzo Pantaleo. V palači de Beaumont-Bonelli-Bellacicco iz 17. stoletja je špartanski muzej Taranta – Hypogeum Bellacicco, ki sega pod gladino ulice in morja do hipogeja, ki je križišče z drugimi hipogeji starega mesta, ki skupaj tvorijo sistem podzemnega Taranta.
Cerkve so stolnica San Cataldo (10. stoletje) na Piazza Duomo, San Domenico Maggiore (1302), Sant'Andrea degli Armeni (16. stoletje), Sant'Agostino (1402), San Michele (1763), Sant'Anna, Madonna svetišče della Salute (1752) in San Giuseppe (16. stoletje). V bližini cerkve San Agostino, ki je v bližini Pendio La Riccia, so odkrili zakopane ostanke starodavnega grškega templja.
V začetku leta 1934 se je Benito Mussolini lotil projekta pomlajevanja, ki je vključeval rušenje delavskega razreda Turipenne pittaggio ob Via Garibaldi in "Discesa Vasto", ki je vseboval domove lokalnih ribičev in staro judovsko četrt. Rušenja, ki so porušila tudi staro srednjeveško obzidje in tri cerkve od štirih znotraj območja, so se nadaljevala do izbruha druge svetovne vojne. Za zamenjavo porušenih objektov so bile postavljene sodobne stavbe in stanovanjski bloki.
Poleg številnih palač ima staro mesto nešteto obokanih uličic, saliti, vicoli in majhnih ulic, od katerih so nekatere zaprte za promet. Med letoma 2013 in 2014 sta se dva neapeljska urbana umetnika Cyop in Kaf lotila projekta okrasitve zapuščenih zgradb, sten in vrat na trgih in vikolijih s 120 predstavami ulične umetnosti. Od takrat je postala presenetljiva značilnost starega mesta, ki je opisano kot zapuščeno okrožje Taranta.

## Pobratena mesta
Taranto je pobraten z:
- Šparta, Grčija (od 2015)[23]
- Brest, Francija (od 1964)[24]
- Donetsk, Ukrajina (od 1985)[25]
- Alicante, Španija (od 2010)[navedi vir]
- Islamabad, Pakistan (od 2010)[navedi vir]
- Pittsburgh, ZDA[26]